# Shirley Muldowney

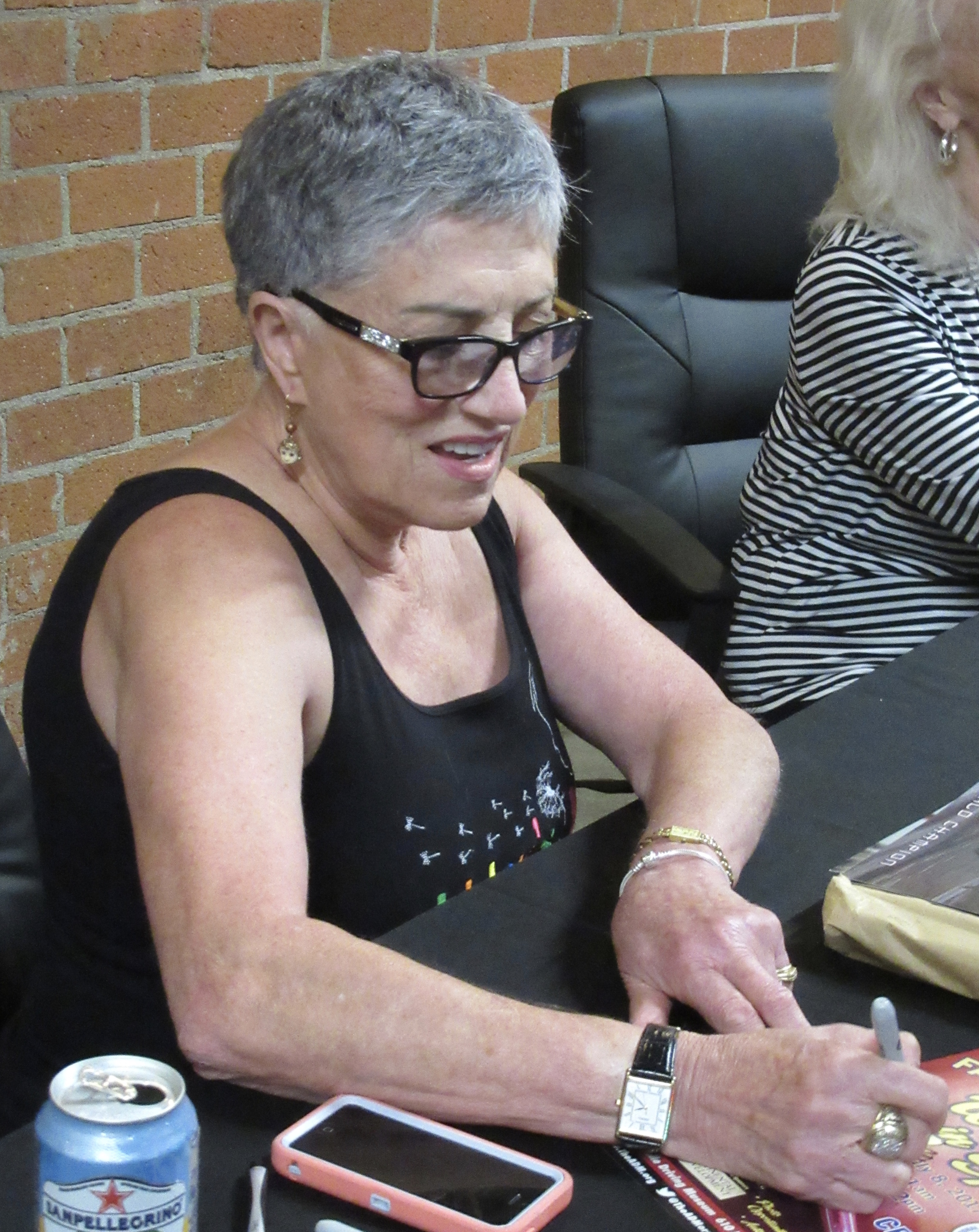
Shirley Muldowney (2017)

Shirley Muldowney (* 19. Juni 1940 in Burlington, Vermont) ist eine US-amerikanische Fahrerin von Beschleunigungsrennen. Sie war im Finale von 27 Rennveranstaltungen der NHRA, von denen sie 18 gewann. Sie erwarb als erste Frau die NHRA Top Fuel-Fahrerlizenz und gewann als erste Person drei NHRA Top Fuel-Meisterschaften. Muldowney wurde in die Motorsports Hall of Fame of America, die Automotive Hall of Fame, und die International Motorsports Hall of Fame aufgenommen.

## Karriere
Bereits in den späten 1950ern fuhr Shirley Muldowney mit ihrem Ehemann Jack Straßen- und Amateurrennen. 1965 erwarb Shirley die NHRA-Lizenz für B/Gas-Dragster und kam über die Rennklassen Super Stock und Top Gas zu den Funny Cars. Früh in ihrer Karriere bekam sie den Spitznamen „Cha Cha“, den sie zuerst als Markenzeichen annahm, jedoch später ablehnte. Sie behielt den Namen Muldowney auch nach ihrer Scheidung 1972 bei, da die Menschen sie unter diesem Namen kannten.
1973 erwarb sie die Lizenz für die Klasse Top Fuel und gewann in den Jahren 1977, 1980 und 1982 die Meisterschaften der NHRA, sowie 1981 die Meisterschaft der AHRA.

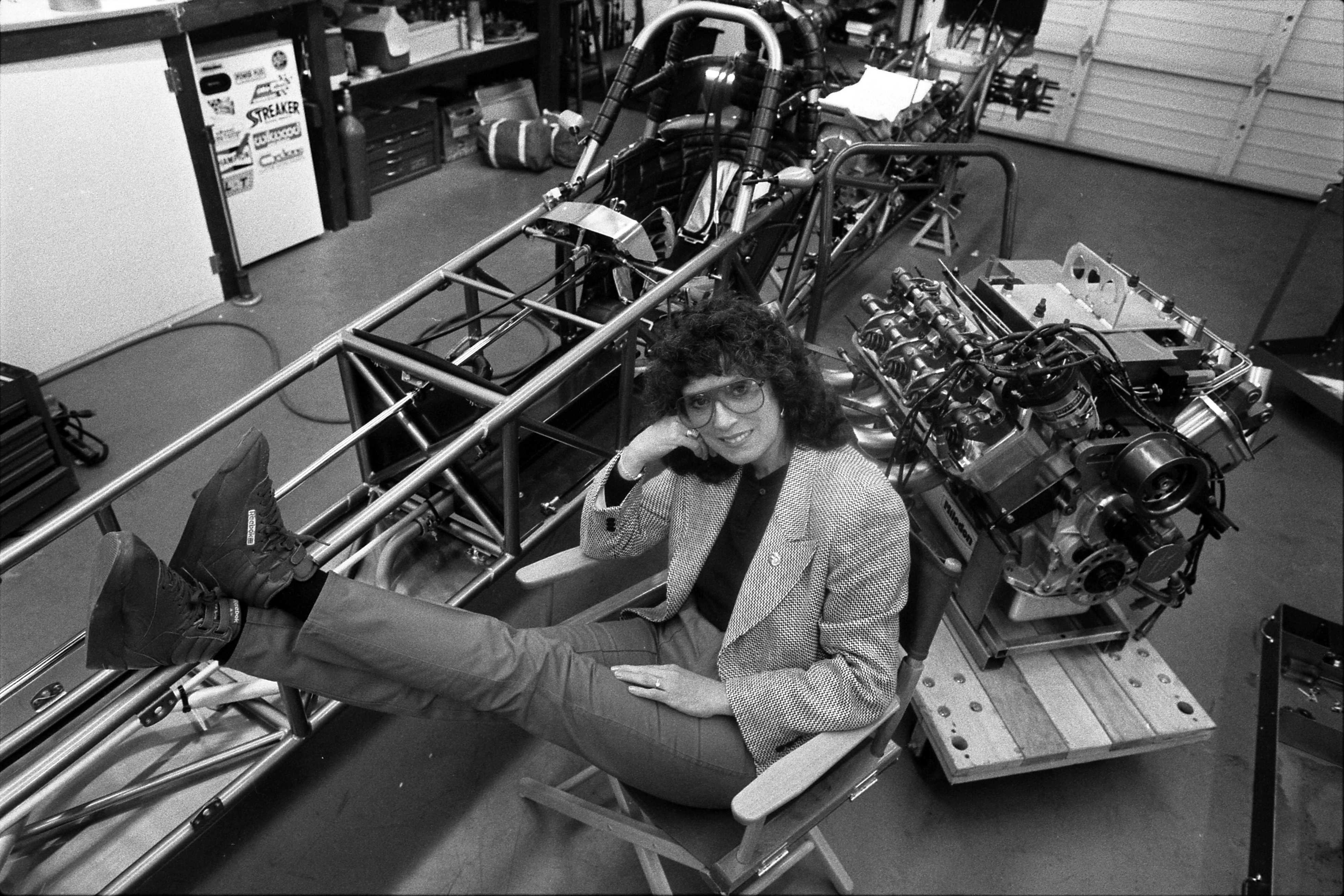
Muldowney (1986)

Im Juli 1984 zog Muldowney sich bei einem Unfall in Kanada schwere Verletzungen an den Beinen zu. Bereits 1986 nahm sie wieder an Rennen teil, mit einem von ihrem Sohn John für ihren versteiften Knöchel umgebauten Kupplungspedal im Fahrzeug. Diese Modifikation erhielten von da an alle ihre Dragster.
Bis zu ihrem Rückzug aus dem aktiven Motorsport im Jahr 2003 stellte Muldowney mehrere Streckenrekorde auf, unter anderem im Jahr 1993 auf dem Fuji International Speedway in Japan, bei Dunkelheit ohne Streckenbeleuchtung.  Außerdem unterbot sie als erste Frau die Marke von 5 Sekunden über die Viertelmeile. Ihren persönlichen Bestlauf fuhr sie im Jahr ihres Rücktritts mit einer Zeit von 4,57 Sekunden und einer  Geschwindigkeit von 327 Meilen pro Stunde.
2005 erschien die von Muldowney zusammen mit dem Sportautor und Moderator Bill Stephens verfasste Sammlung von „Geschichten, Anekdoten und Meinungen“ namens Tales From The Track, mit einem Vorwort von Don Prudhomme. 2013 erfolgte eine Wiederveröffentlichung unter dem Titel Tales From A Top Fuel Dragster.
Der 1983 erschienene Film … und wenn der letzte Reifen platzt beruht auf Muldowneys Karriere.